# Peñafiel
Peñafiel ist eine 5.188 Einwohner (Stand: 2024) zählende Kleinstadt und Gemeinde (municipio) in der Provinz Valladolid in der Region Kastilien-León im Norden Spaniens. Die gesamte Altstadt zu Füßen des Burgbergs ist als Nationales Kulturgut (Bien de Interés Cultural) in der Kategorie Conjunto histórico-artístico anerkannt. Zur Gemeinde gehört auch das etwa 3 km westlich gelegene Dorf Padilla de Duero.

## Lage und Klima
Peñafiel liegt ca. 3 km südlich des Duero kurz vor der Einmündung des Río Duratón in einer Höhe von ca. 755 m. Die Provinzhauptstadt Valladolid befindet sich ca. 56 km (Fahrtstrecke) westlich; die Stadt Aranda de Duero liegt etwa 40 km östlich. Das Klima im Winter ist kalt, aber nur selten frostig, im Sommer dagegen warm bis heiß; der spärliche Regen (ca. 420 mm/Jahr) fällt verteilt übers ganze Jahr.

## Bevölkerungsentwicklung
| Jahr      | 1857  | 1900  | 1950  | 2000  | 2017  |
| Einwohner | 3.958 | 4.397 | 5.257 | 5.099 | 5.201 |

Der leichte, aber beinahe stetige Bevölkerungsanstieg der Stadt beruht im Wesentlichen auf der Zuwanderung aus den ländlichen Regionen des Umlandes.

## Wirtschaft
Die Landwirtschaft, zu der auch der Weinbau und ein wenig Viehzucht (z. B. Schweine, Hühner) gehörte, spielte seit jeher die wichtigste Rolle für die Bevölkerung der Region; durch die günstige Lage in der Nähe des Flusses Duero entwickelten sich auch Handwerk und Handel. Etwas außerhalb des Ortes steht eine Zuckerfabrik und die im Umland produzierten Rotweine werden von der örtlichen Winzergenossenschaft über die Denomination Ribera del Duero vermarktet. In der zweiten Hälfte des 20. Jahrhunderts hat der Tourismussektor eine große Bedeutung als Einnahmequelle des Ortes erlangt.

## Geschichte
Das Tal des Duero war schon in prähistorischer Zeit besiedelt. Zur Gemeinde gehört seit 1970 auch das etwa 3 km westlich gelegene Dorf Padilla de Duero, in dessen Umgebung eine Siedlung des keltischen Volksstamms der Vaccaei entdeckt wurde, die gemeinhin mit dem von antiken Autoren überlieferten Namen Pintia gleichgesetzt wird. Auch römische und westgotische Siedlungsspuren wurden dort gefunden. In späterer Zeit bildete der Duero lange Zeit die Grenze zwischen dem christlichen Norden und dem islamischen Süden (Al-Andalus) der Iberischen Halbinsel, doch Sancho García, Graf von Kastilien, eroberte bereits im Jahr 1013 die maurische Festung und gründete den Ort Peñafiel, der bis zur Eroberung Toledos (1085) durch Alfons VI. eine von nur wenigen christlichen Außenposten südlich des Duero blieb. Der aus kastilischem Hochadel gebürtige Staatsmann und Schriftsteller Don Juan Manuel erwählte Peñafiel in der ersten Hälfte des 14. Jahrhunderts zu seinem bevorzugten Aufenthaltsort; in der von ihm gegründeten Kirche San Pablo befindet sich auch sein Grabmal. Im Jahre 1448 wurde die Stadt an Pedro Girón übergeben, der zum Stammvater des Hauses Tellez-Girón wurde, das seit dem 16. Jahrhundert den Markgrafentitel Marqués de Peñafiel innehat.

## Sehenswürdigkeiten

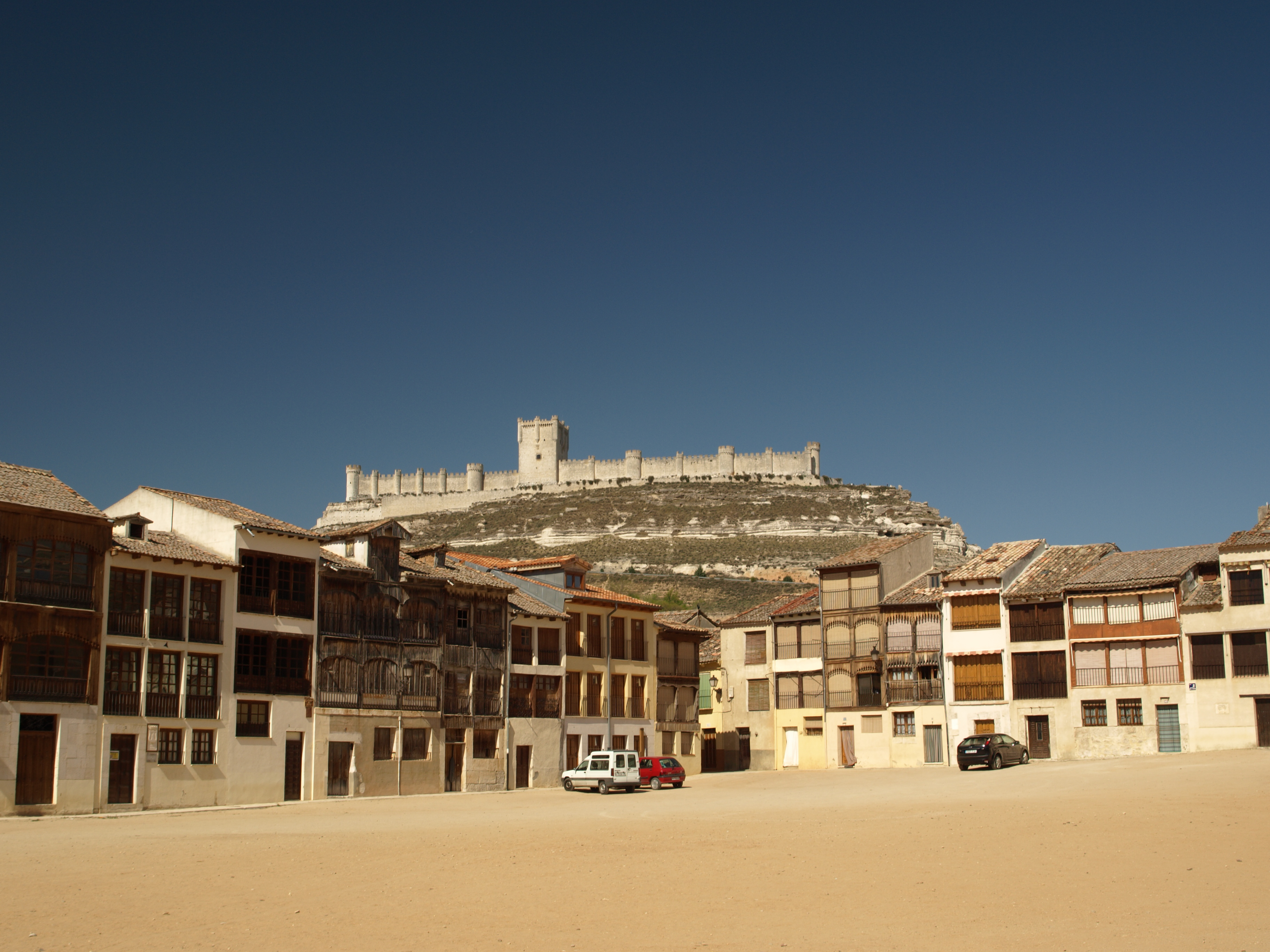
Plaza del Coso und Castillo

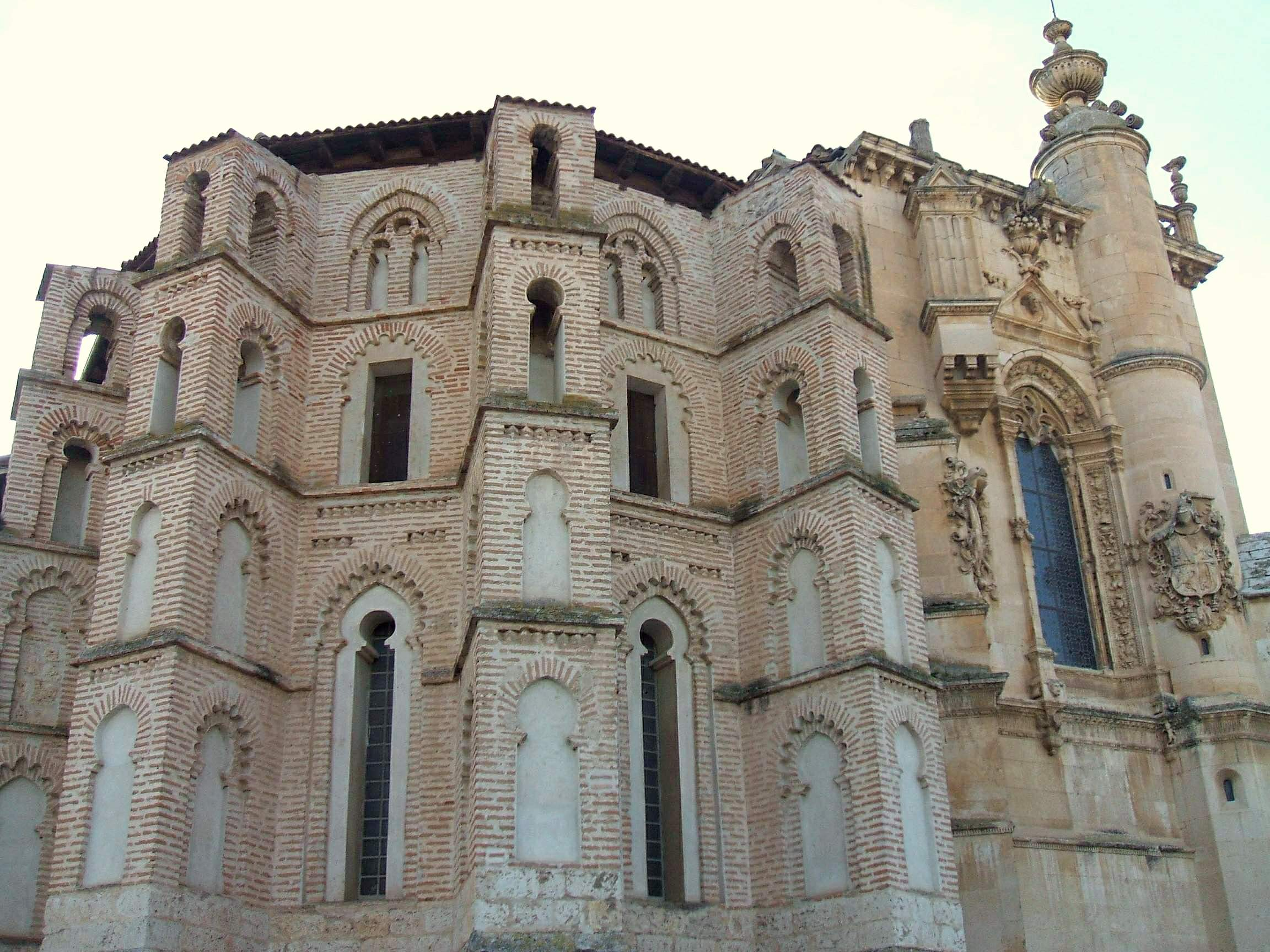
Convento de San Pablo

### Sonstige
- Der Torre del Reloj war einst der Kirchturm einer inzwischen zerstörten Kirche. Teile stammen noch aus dem 11. Jahrhundert; im 19. Jahrhundert wurde eine mechanische Uhr eingebaut.
- In einem restaurierten Haus inmitten der Altstadt ist das Museo Casa de la Ribera untergebracht, dass sich in verschiedenen Abteilungen mit dem Landleben früherer Zeiten befasst.
- Von der ehemaligen Stadtfestung (alcázar) und der Stadtmauer (muralla) sind nur noch Reste erhalten.
- An den Festungskomplex baute der Infant Don Juan Manuel die spätgotische Dominikanerkirche San Pablo an, deren – mit Mudéjar-Elementen gespickter – Chor einen Höhepunkt dieses Stils bildet. Im Innern befindet sich sein Grabmal.
- Der auf dem westlichen Flussufer des Río Duratón befindliche Klarissenkonvent (Convento de Santa Clara oder Convento Las Claras) wurde im 17. Jahrhundert erbaut. Die letzten Nonnen lebten bis zum Jahr 2001 in dem Gebäudekomplex, der in der Folgezeit zu einem Hotel umgebaut wurde. Die Kirche blieb jedoch kultischen Zwecken erhalten.
- Die in den Felsspalten und Hohlräumen des Burgbergs befindlichen Felsenkeller (bodegas) gehören ebenfalls zu den touristischen Attraktionen der Stadt.
- Eine neue Attraktion ist die Bodega Protos, deren neues Gebäude im Jahr 2008 von dem britischen Architekten Richard Rogers entworfen wurde.

Umgebung
- Im ca. 3 km westlich gelegenen Dorf Padilla de Duero ist der archäologische Komplex der Keltensiedlung Pintia zu besichtigen.

## Persönlichkeiten
- Karl von Viana (1421–1461), Sohn von Johann II. von Aragón und Blanka von Navarra, Tochter und Erbin des Königs Karl III.
- Diego de San Pedro (1437–1498), Dichter

## Partnergemeinden
- Villena, Provinz Alicante
- Escalona, Provinz Toledo
- Penafiel, Portugal